# Baile Barroco
| Críticas profissionais | Críticas profissionais |
| Avaliações da crítica  | Avaliações da crítica  |
| Fonte                  | Avaliação              |
| ---------------------- | ---------------------- |
| Carnasite              | [ 1 ]                  |

Baile Barroco é o terceiro álbum de vídeo e quarto ao vivo da artista musical brasileira Daniela Mercury, lançado em janeiro de 2006 pela EMI. Foi disponibilizado primeiramente em DVD físico, mas foi também disponibilizado em áudio por download digital em lojas digitais e plataformas de streaming.

## Lista de faixas
1. "Baianidade Nagô"
2. "Trio Metal"
3. "Prefixo de Verão"
4. "Maimbê Dandá"
5. "Pout-Pourri Olodum"
6. "Vamos Fugir" (com Gilberto Gil)
7. "Meu Pai Oxalá"
8. "Olha o Gandhi Aí"
9. "Força do Ilê"
10. "Ilê Pérola Negra (O Canto do Negro)"
11. "Aquarela do Brasil" (Música Incidental: Na Baixa do Sapateiro) (com Ricardo Castro)
12. "Axé Axé" (Música Incidental: Chão da Praça)
13. "Fricote" (com Luiz Caldas)
14. "Rapunzel"
15. "Chame Gente"
16. "O Canto da Cidade"
17. "O Trenzinho do Caipira"
18. "Prelúdio Nº2 BWV 847 em Dó Menor do Cravo Bem Temperado"
19. "Aria - Cantilena" (N.1 das Bachianas Brasileiras Nº5) (com Ricardo Castro)
20. "Expresso 222" / "Eu Só Quero Um Xodó" / "Asa Branca"
21. "Pout-Pourri Trio Eletrônico" (com Ramiro Musotto, Fernanda Porto e Kaleidoscópio)